# Courbe en baignoire

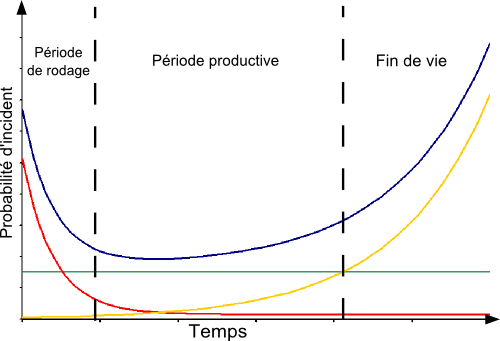
Exemple de courbe de fiabilité: en vert les incidents aléatoires, en rouge la courbe liée au rodage, en jaune la courbe d'usure, en bleu la courbe en baignoire résultante.

En ingénierie la courbe en baignoire est une représentation classique de la probabilité d'incidents pour des équipements ou des systèmes. La courbe en baignoire est la somme de trois composantes :
- une courbe des incidents aléatoires qui est indépendante de l'âge du système ;
- une courbe des incidents liés au rodage du système, qui commence à un niveau élevé puis décroit avec le temps ;
- une courbe des incidents liés au vieillissement du système qui débute à des niveaux faibles mais croît de façon continue avec le temps.

Dans le cas des composants électroniques, la partie centrale de la courbe bleue, notée « période productive », est très plate et très étendue ; on parle de « lambda constants » (la lettre grecque λ désignant le taux de défaillance). Dans les cas des systèmes mécaniques, en raison de l'usure, la courbe bleue ne présente pas de partie plate et remonte dès la fin de la période de rodage.
En ingénierie de fiabilité, la fonction de distribution cumulative correspondant à une courbe en forme de baignoire peut être analysée à l'aide d'un graphique de Weibull ou sur une carte de contour de fiabilité.